# Maoritrechus stewartensis
Maoritrechus stewartensis – gatunek chrząszcza z rodziny biegaczowatych i podrodziny Trechinae.

## Taksonomia
Gatunek został opisany w 2010 roku przez Jamesa I. Townsenda na podstawie pojedynczego okazu samca.

## Opis
Ciało długości 3 mm, jednolicie pomarańczowo-brązowe z ciemnymi oczami. Na głowie siateczkowana mikrorzeźba, słaba gdzie indziej. Głowa o bruździe ocznej pełnej, nieco rozszerzonej za tylną szczecinką. Labrum równo obrzeżone z przodu z 6 szczecinkami. Żuwaczki ostro spiczaste ze spiczastym zębem premolarnym. Ząb bródki płytki i słabo zaznaczony. Na bródce 2, a na podbródku 6 szczecinek. Przedplecze trapezoidalne, z przednią krawędzią znacznie szerszą od tylnej, o bokach tylko nieco za falowanych z przodu, a prostych przed tępo zaokrąglonymi kątami tylnymi. Pokrywy wydłużone, o bokach równoległych, gwałtownie ścięte wierzchołkowo, ramionach zaokrąglonych, rzędach bardzo słabo wgłębionych, z których trzeci z 3 szczecinkami, a międzyrzędach płaskich.

## Występowanie
Gatunek ten jest endemitem nowozelandzkiej wyspy Stewart. Znany wyłącznie z Tommy Island na Paterson Inlet.